# Emery d'Amboise
Emery o Aimery d'Amboise (Chaumont-sur-Loire, 1434 - Rodas, 13 de noviembre de 1512) fue gran maestre de la Orden de San Juan de Jerusalén. 

## Biografía

### Familia
Nacido en el castillo de Chaumont, que servía como residencia a la Casa de Amboise, fue el tercero de los diecisiete hijos de Pierre d'Amboise († 1473), chambelán de los reyes Carlos VII y Luis XI y embajador en Roma, y de Anne de Beuil († 1468).  
De entre sus hermanos destacaron: Charles, que fue gobernador de Isla de Francia, Champaña y Borgoña; el cardenal George; los obispos Jean, Louis, Pierre y Jacques; otro Jean, teniente del rey en Normandía, y Hugues, capitán de la casa de Luis XII.  Tuvo también ocho hermanas, de las que tres entraron en religión.

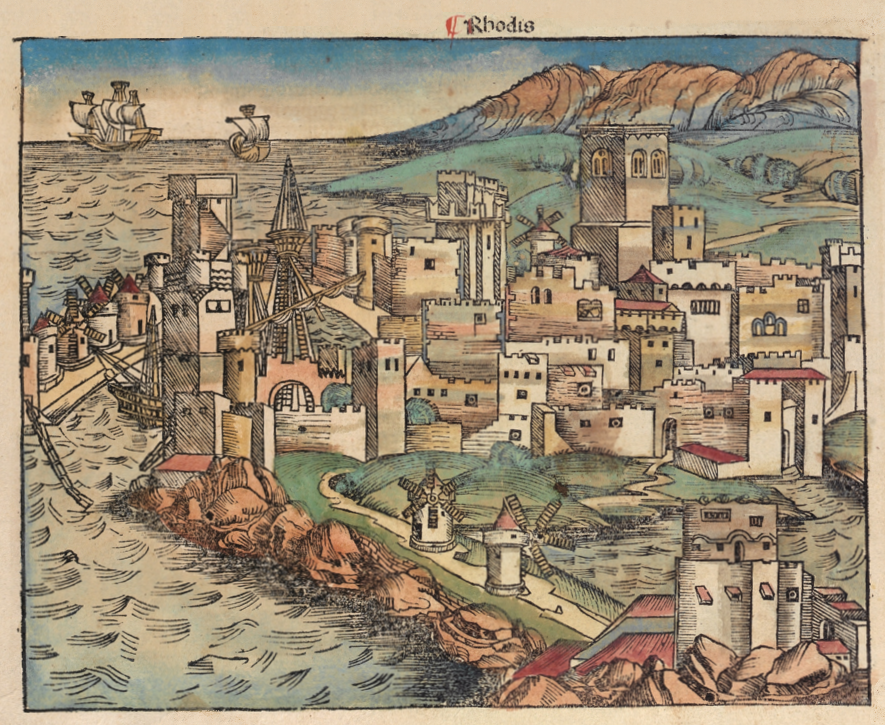
Rodas en el s. XV, xilografía del Liber chronicarum (1493).

### Caballero hospitalario
Caballero de la Orden de San Juan de Jerusalén, fue sucesivamente comendador de Valcanville, Biches, Mondoubleu, Boncourt, Loison, Sours, Maison-Neuve y Coulommiers, Saussay, Monthyon y Beauvoir, aunque desde 1483 residió en París como gran prior de la Lengua de Francia.
Tras la muerte de Pierre d'Aubusson en 1503 fue elegido gran maestre de los hospitalarios.  Con casi setenta años de edad, se estableció en Rodas, donde durante los años siguientes dirigió la orden ante las amenazas de los corsarios del sultán del Imperio otomano Bayezid II y del de Egipto Qansuh al-Ghawri.
|  | Armas de Emery d'Amboise: Cuartelado, 1º y 4º de gules a una cruz de plata, que es de su religión, 2º y 3º palos de oro y de gules, que es de Amboise. |